# Doug Hamilton
Douglas "Doug" Turnbull Hamilton (født 19. august 1958 i Toronto, Canada) er en canadisk tidligere roer.
Hamilton vandt bronze i dobbeltfirer for Canada ved OL 1984 i Los Angeles. Canadierne blev i finalen besejret af Vesttyskland, som vandt guld, samt af Australien, som tog sølvmedaljerne. Bådens øvrige besætning var Mike Hughes, Phil Monckton og Bruce Ford. Han deltog i samme disciplin ved OL 1988 i Seoul, hvor canadierne dog kun blev nr. 9.
Hamilton vandt desuden en VM-guldmedalje i dobbeltfirer ved VM 1985 i Belgien, samt bronzemedaljer ved både VM 1986 og VM 1987.

## OL-medaljer
- 1984:  Bronze i dobbeltfirer